# 정양사
정양사(正陽寺)는 강원도 금강군 내강리 내금강에 있는 조선시대 사찰이며 표훈사에서 서쪽으로 1km 떨어진 곳에 있다. 이곳은 내금강 가운데서도 가장 경치가 좋은 곳이어서 예로부터 금강산 탑승을 하는 이들에게 필수적인 탐방처였다.
이 사찰은 600년(신라 진평왕 22년)에 창건하였고, 그 후 어러 차례 개수하였다. 지금 남아있는 반야전과 약사전은 조선 초기에 다시 세워진 것을 조선 후기에 각기 부분적으로 고쳐 지은 건물이다.정양사에는 반야전, 약사전, 헐성루, 영산전, 나한전 등 여러 채의 건물들과 3층돌탑 등이 있었으나 6ㆍ25 때 헐성루, 영산전, 나한전은 소실되고 반야전, 약사전도 피해를 입었으나 복구되었다.
정양사의 중심건물인 반야보전은 앞면 3칸(11.13m), 옆면 3칸(8.7m)이며 두공은 바깥 5포, 안 7포이다. 흘림식 기둥에, 천장은 작은 널조각을 井자형으로 잇대어 짜서 평평한 딴 천장인 소란반자를 만들고 합각지붕을 씌웠다. 건물 전면에 걸쳐 화려한 금단청을 장식하였고 그리 크지는 않으나 단정하고 그윽하며 아름다운 주변경치와 잘 어울려 아담한 건축미를 나타내 조선 후기 건축양식의 전형물로 평가된다. 반야전 마당 한복판에는 모가 여섯인 둥그스럼한 건물인 약사전이 있는데, 약사전은 6각형 건물로서는 유일한 것으로 6각 평면에 6모 지붕을 얹은 정각형식의 희귀한 건물로서 들보와 못을 하나도 쓰지 않고, 기둥 위 안팎으로 연꽃과 연잎모양의 제공을 붙인 포식 두공만을 여러 겹으로 짜올려서 화려하게 천장을 대신한 특이한 건물이다.
그 외에도 3층탑과 석등이 있는데, 이 석등은 신계사, 장연사의 탑돌과 모습이 같다.

## 같이 보기
- 정양사 삼층석탑